# 安道尔政治
安道爾公國的政治體制實行議會君主立憲制和多黨制。行政權由政府行使，政府首腦被稱為“首相”；立法權屬於政府和國會；司法權獨立於行政權和立法權之外。
1993年之前，安道爾公國的政治制度內並無明確的行政、立法和司法三權的劃分。在1993年通過並核准的《安道爾憲法》中，確立安道爾公國是一個主權議會民主國家；而烏赫爾教區總主教與法國總統被保留為安道爾兩大公和國家元首。但是，行政權則交由政府首腦保留。兩大公平等地行使有限權力，但不包括對政府行為的否決權。不過如果兩大公都拒絕簽署某項法案時，則相當於實際上否決了該項立法。兩大公每人都在安道爾公國內有一名個人代表。促使安道爾公國這一政治體制轉型的原因源自歐洲委員會在1990年的一項建議，即如果安道爾公國打算完全融入歐洲聯盟的話，那就應該通過一部現代憲法以確保在生活和工作在那裡的人民之權利。同年，兩大公、總委員會（安道爾公國國會）與行政理事會（安道爾內閣）組建了一個三方委員會。該三方委員會於1991年4月最終確定了憲法草案，這讓安道爾擁有新憲法成為現實。
安道爾公國與西班牙即法國之間的特殊關係遺留下一個特殊遺產，那便是安道爾沒有自己的郵政服務，而是交由法國郵政和西班牙郵政運營；同時它們還會發行不同的安道爾郵票。

## 政府架構

### 行政機關
| 官方職位 | 所有者                 | 所屬政黨           | 任期起始      |
| -------- | ---------------------- | ------------------ | ------------- |
| 大公     | 霍安·恩里克·比韋斯     | 不適用             | 2003年5月12日 |
| 大公     | 艾曼紐·馬克宏          | 復興黨             | 2017年5月14日 |
| 代表     | 約瑟夫·瑪利亞·毛利     | 不適用             | 2012年7月20日 |
| 代表     | 帕特里克·斯特佐達      | 復興黨             | 2017年5月14日 |
| 首相     | 哈維爾·埃斯波特·薩莫拉 | 安道爾民主主義者黨 | 2019年5月16日 |

基於1993年頒布實施的《安道爾憲法》，兩位大公繼續擔任安道爾公國的國家元首，但行政權則保留在政府首腦手中。
兩位大公在安道爾平等地行使權力，但他們的權力非常有限，其中就包括不得否決任何政府行為。儘管自1993年以後，法國和西班牙均在安道爾設立了大使館，但它們依然還保留了向安道爾派遣兩大公私人代表的慣例。
作為安道爾兩大公，西班牙烏赫爾教區總主教與法國總統擁有批准與法國和西班牙的國際條約及所有涉及安道爾國內安全、國防、領土、外交代表和司法及刑事合作的條約。
儘管有些人認為安道爾設立兩大公的制度有些不合時宜，但大多數人還是認為這既是與安道爾傳統的連接，同時也是平衡安道爾與兩個更強大鄰國關係一種方式。也因為如此，安道爾兩大公的選擇方式讓安道爾成了全球政治制度最獨特的國家之一。
其中一位安道爾大公為西班牙天主教烏赫爾教區的總主教，現任為霍安·恩里克·比韋斯；另一位則是法國的總統，現任為艾曼紐·馬克宏。歷史上由於法國政體]變更，所以擔任安道爾大公的法國國家元首稱呼也包括“國王”和“皇帝”等。
1981年，由安道爾政府首腦與7名部長組成的行政理事會正式成立。
在每四年的大選後，將由新選舉產生的總委員會推選政府首腦；然後再由政府首腦選擇其他行政理事會成員。

### 立法機關

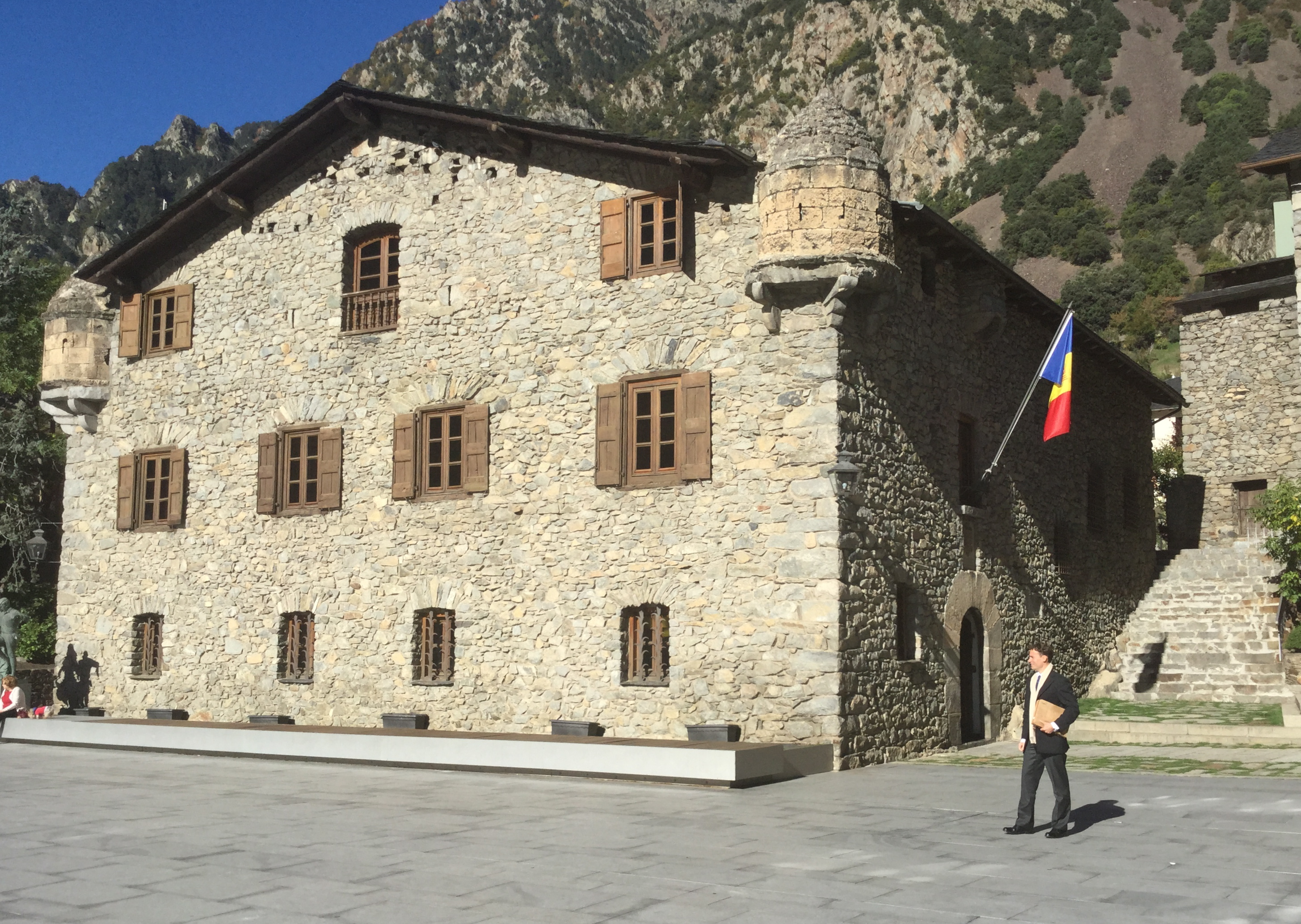
山谷小屋
（安道爾國會舊所在地）

安道爾主要立法機關是由28名委員所組成的總委員會（即安道爾的國會）。委員長（即國會議長）、副委員長（即國會副議長）與委員（即國會議員）經由每四年一次的大選選舉產生。總委員會全年按傳統或按需要在特定的日期舉行會議。
安道爾每個堂區在總委員會至少擁有一名代表委員。在歷史上，總委員會曾經是七個堂區每個各有4名代表委員；這導致選民少於350人的堂區卻擁有與選民超過2,600人的較大堂區相同數量的代表委員。為了糾正這種不平衡，新憲法中的一項條款修改 了選舉總委員會委員的結構和方式。在新制度下，總委員會一半的委員由傳統方式選舉產生，而另一半委員則從全國名單中選舉產生。
每屆總委員會會選舉一名委員長和一名副委員長來執行其決議。委員長和副委員長的任期為3年，可連任一次。他們按年薪領取報酬。委員長和副委員長在實際上並沒有自由裁量權，他們的所有政策決定都必須得到全體總委員會委員的同意。

### 司法機關
安道爾的司法系統是獨立的。
安道爾各法院適用安道爾習慣法，同時輔以羅馬法和加泰羅尼西亞習慣法。
安道爾司法機關的最高領導機構為司法高等理事會。該理事會由5名理事組成；每名理事的任期為6年，不得連任。安道爾的法院系統由初審法庭、刑事法庭和高等法庭等組成；另設立憲法法庭負責釋憲及審查違憲等工作。

## 政黨選舉
總委員會最近一次選舉於2023年4月2日舉行。

### 2023年大選結果
| 政党或政党联盟                            | 政党或政党联盟     | 政党或政党联盟     | 政党或政党联盟     | 堂區選區 | 堂區選區 | 堂區選區 | 全國選區 | 全國選區 | 全國選區 | 总席数 | +/– |
| 政党或政党联盟                            | 政党或政党联盟     | 政党或政党联盟     | 政党或政党联盟     | 票数     | %        | 席数     | 票数     | %        | 席数     | 总席数 | +/– |
| ----------------------------------------- | ------------------ | ------------------ | ------------------ | -------- | -------- | -------- | -------- | -------- | -------- | ------ | --- |
|                                           | 執政聯盟           |                    | 安道爾民主主義者黨 | 6,262    | 32.66    | 4        | 7,835    | 43.63    | 10       | 14     | +3  |
|                                           | 執政聯盟           | 忠誠公民           | 1                  | 6,262    | 32.66    | 1        | 7,835    | 43.63    | 2        | –      |     |
|                                           | 執政聯盟           | 安道爾自由黨       | 893                | 4.66     | 0        | 0        | 7,835    | 43.63    | 0        | -4     |     |
|                                           | 執政聯盟           | 安道爾行動黨       | 805                | 4.20     | 0        | 1        | 7,835    | 43.63    | 1        | 新     |     |
|                                           | 和諧黨             | 和諧黨             | 和諧黨             | 4,109    | 21.43    | 3        | 3,516    | 19.58    | 2        | 5      | 新  |
|                                           | 中左聯盟           |                    | 社會民主黨         | 4,036    | 21.05    | 3        | 5,238    | 29.17    | 0        | 3      | -4  |
|                                           | 中左聯盟           | 社會民主和進步黨   | 0                  | 4,036    | 21.05    | 0        | 5,238    | 29.17    | 0        | –      |     |
|                                           | 安道爾前進黨       | 安道爾前進黨       | 安道爾前進黨       | 3,067    | 16.00    | 3        | 1,370    | 7.63     | 0        | 3      | 新  |
| 总共                                      | 总共               | 总共               | 总共               | 19,172   | 100.00   | 14       | 17,959   | 100.00   | 14       | 28     | 0   |
|                                           |                    |                    |                    |          |          |          |          |          |          |        |     |
| 有效票数                                  | 有效票数           | 有效票数           | 有效票数           | 19,172   | 95.62    |          | 17,959   | 89.60    |          |        |     |
| 无效票数                                  | 无效票数           | 无效票数           | 无效票数           | 341      | 1.70     |          | 557      | 2.78     |          |        |     |
| 空白票数                                  | 空白票数           | 空白票数           | 空白票数           | 537      | 2.68     |          | 1,527    | 7.62     |          |        |     |
| 总票数                                    | 总票数             | 总票数             | 总票数             | 20,050   | 100.00   |          | 20,043   | 100.00   |          |        |     |
| 已登记选民／投票率                        | 已登记选民／投票率 | 已登记选民／投票率 | 已登记选民／投票率 | 29,958   | 66.93    |          | 29,958   | 66.90    |          |        |     |
| 资料来源：安道爾公國政府 / 《安道爾日報》 |                    |                    |                    |          |          |          |          |          |          |        |     |

## 行政區劃

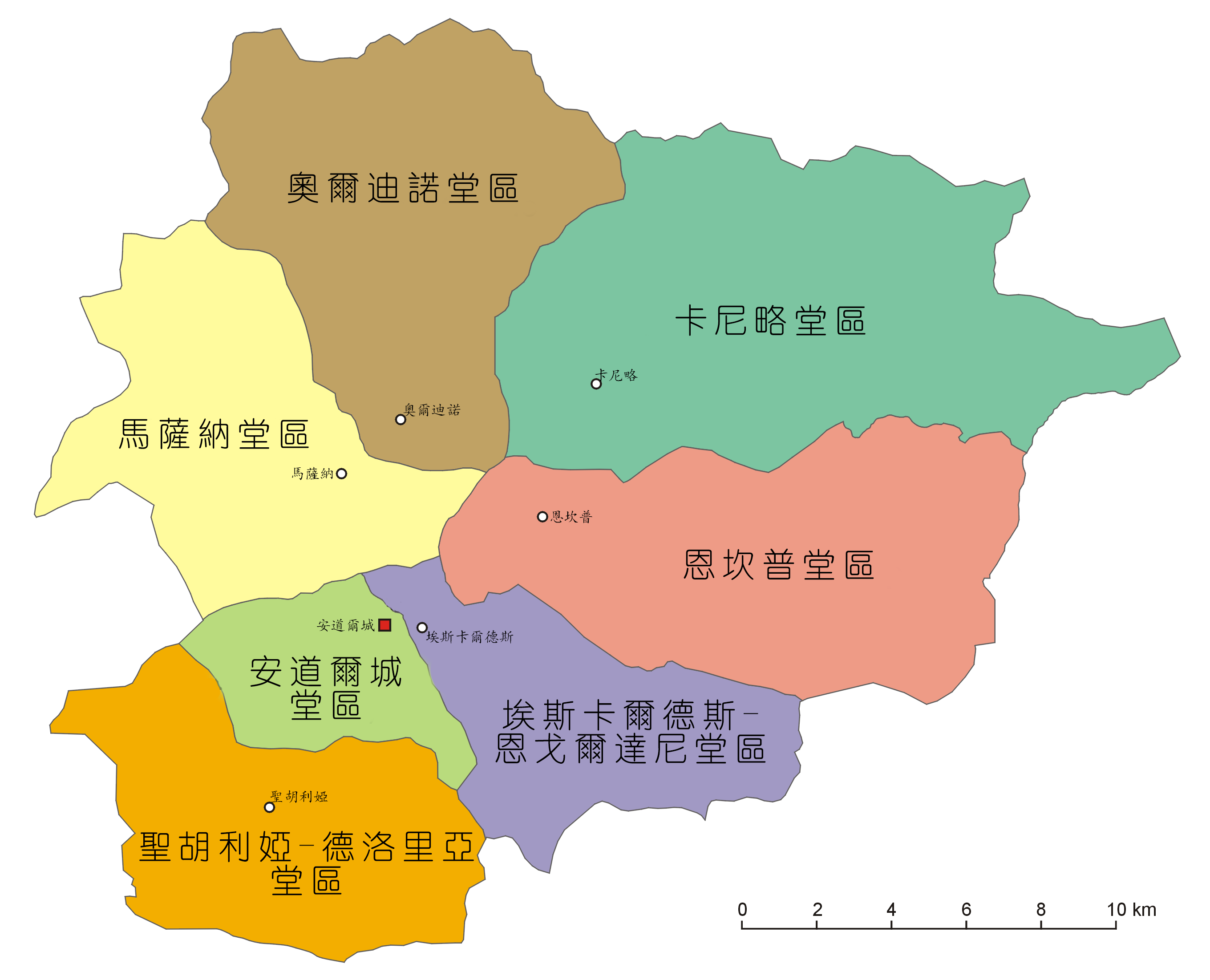
安道爾行政區劃圖

安道爾公國全境由7個堂區組成，它們分別是：安道爾城、卡尼略、恩坎普、埃斯卡爾德斯-恩戈爾達尼、馬薩納、奧爾迪諾和聖胡利婭-德洛里亞。

## 國家安全
安道爾政府擁有一隻小型儀仗軍、一隻裝備精良的現代化警察部隊、一支消防隊、一支山地搜救隊和一支接受過人質及反恐訓練的準軍事化部隊——安道爾警察干預小組（Grup d'Intervenció Policia d'Andorra）。

### 腳註
1. ↑  按照英語原文應該譯為“首席執政官”，但這裡參考中華人民共和國外交部的資料[1]及習慣上對君主立憲國政府首腦的稱呼而使用此稱呼。
2. ↑  此處稱呼參考中華人民共和國外交部資料。[1]

### 出典
1. 1 2  . 中華人民共和國外交部. 2023-04  [2023-07-02]. （原始内容存档于2023-07-02） （中文（中国大陆））.
2. ↑  . Bisbat d'Urgell. 2012-07-20  [2023-07-03]. （原始内容存档于2013-12-03） （加泰罗尼亚语）.
3. ↑  . 歐洲安全與合作組織.   [2023-07-03]. （原始内容存档于2023-07-03） （英语）.
4. ↑  . 安道爾公國政府.   [2023-07-03]. （原始内容存档于2023-04-03） （加泰罗尼亚语）.
5. ↑  . Diari d’Andorra.   [2023-07-03]. （原始内容存档于2023-03-15） （加泰罗尼亚语）.

## 外部連接
- 安道爾大公國政府官方網站 （页面存档备份，存于）（文）
- 安道爾大公國政府的X（前Twitter）
- 安道爾大公國政府的Facebook專頁
- YouTube上的安道爾大公國政府頻道
- 安道爾大公國政府在Flickr上的页面